# Touch (album av Eurythmics)
Touch är ett musikalbum av Eurythmics, utgivet i november 1983. En nyutgåva utkom den 14 november 2005.

## Låtlista
1. "Here Comes the Rain Again" (Lennox/Stewart) - 4:54
2. "Regrets" (Lennox/Stewart) - 4:43
3. "Right by Your Side" (Lennox/Stewart) - 4:05
4. "Cool Blue" (Lennox/Stewart) - 4:48
5. "Who's That Girl?" (Lennox/Stewart) - 4:46
6. "The First Cut" (Lennox/Stewart) - 4:44
7. "Aqua" (Lennox/Stewart) - 4:36
8. "No Fear, No Hate, No Pain (No Broken Hearts)" (Lennox/Stewart) - 5:24
9. "Paint a Rumour" (Lennox/Stewart) - 7:30

### Bonusmaterial (2005 års nyutgåva)
1. "You Take Some Lentils... And You Take Some Rice" - 3.01 (från "Who's That Girl?" 7-tumssingel)
2. "ABC (Freeform)" - 2.36 (från "Who's That Girl?" 12-tumssingel)
3. "Plus Something Else" - 5.20 (från "Right By Your Side" 12-tumssingel)
4. "Paint A Rumour" (lång version) - 7.57 (från "Here Comes The Rain Again" 12-tumssingel)
5. "Who's That Girl?" (live) - 3.28 (från "Miracle Of Love" 12-tumssingel)
6. "Here Comes The Rain Again" (live) - 3.07 (ej tidigare utgiven)
7. "Fame" - 2.39 (ej tidigare utgiven)